# Weihnachtsgebäck

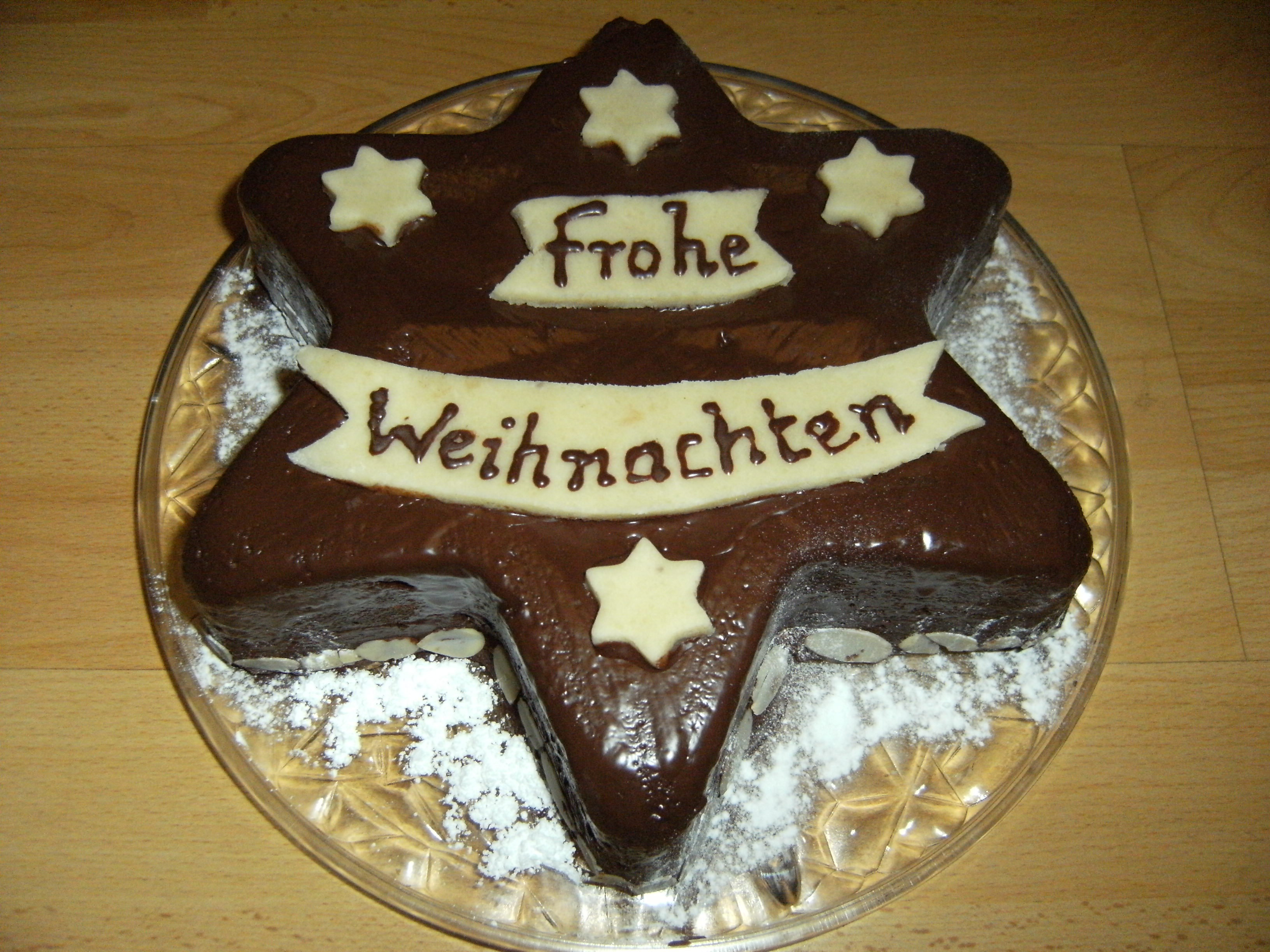
Ein Schokoladenkuchen zum Weihnachtsfest

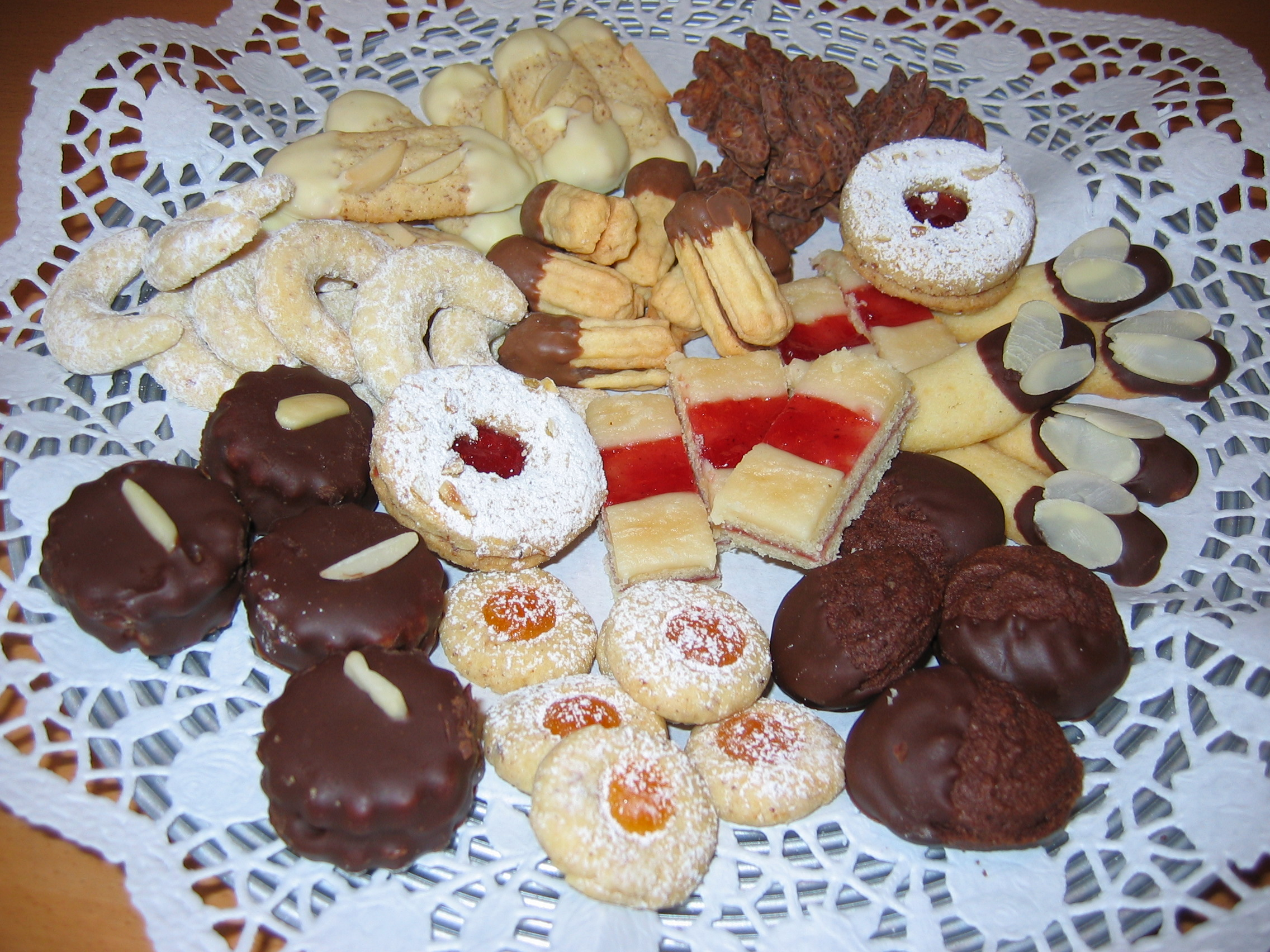
Verschiedene Weihnachtsplätzchen

Weihnachtsgebäck (schweizerisch: Weihnachtsgüetzi, Weihnachtsguetzli etc.) sind vorwiegend süße Backwaren, die traditionell in der Adventszeit gebacken und in der Weihnachtszeit verzehrt werden. Beispiele sind Plätzchen, Lebkuchen, Christstollen, Früchtebrot, Zimtsterne, Spekulatius oder Vanillekipferl.
Zum Weihnachtsgebäck zählen viele haltbare Dauerbackwaren aus Lebkuchen- oder Mürbeteig, und größere industrielle Hersteller backen diese Produkte oft schon im Juli oder August. Der Einzelhandel bietet mittlerweile schon ab Ende August weihnachtliche Backwaren wie Spekulatius, Printen, Oblatenlebkuchen und Dominosteine an.

## Geschichte
Ausgrabungen und frühe bildliche Darstellungen belegen, dass es bereits in vorchristlicher Zeit rituelles Backen zu Festzeiten gab. Der Ursprung des heutigen Weihnachtsgebäcks liegt vermutlich in den mittelalterlichen Klöstern. Zum Gedenken an die Geburt Jesu war erlesenes Backwerk üblich. Der Stollen war ein klösterliches Adventsgebäck und auch Rezepte für den Lebkuchen entwickelten sich in den Klöstern. Die heilige Hildegard von Bingen beschrieb die positive Wirkung von Muskatnüssen in Lebkuchen und Pfeffernüssen auf die Stimmung.
Heute ist die Weihnachtsbäckerei stark industrialisiert. 2015 erzeugten die deutschen Hersteller zusammen rund 82.000 Tonnen Weihnachtsgebäck bei einem Umsatz von über 400 Millionen Euro. Weihnachtsgebäck wird gegenwärtig im Handel auch als Advents- oder „Herbstgebäck“ vermarktet und bereits im Frühherbst angeboten und konsumiert, was nicht selten zu Kritik von Kirchen aber auch von Verbrauchern führt. So meinte etwa der Vizepräsident der EKD Thies Gundlach: „Die durchgängige Kommerzialisierung der christlichen Feste ist uns nicht recht“ und kritisierte sowohl den Zeitpunkt des Verkaufs als auch die Bezeichnung „Herbstgebäck“. Der Advent, für den das Gebäck wie Spekulatius eigentlich gebacken wurde, sei eine Bußzeit, in der man sogar gefastet habe. Hermann Bühlbecker – Inhaber des Printen-, Stollen- und Lebkuchenherstellers Lambertz – erwiderte „von Weihnachten haben wir das Gebäck schon lange gelöst, indem wir es mit dem Herbst verbunden haben“. In Russland oder in Ländern Südamerikas verkaufe er Printen und Lebkuchen das ganze Jahr; in Deutschland in Städten wie Aachen, Nürnberg und Dresden.

## Weihnachtsplätzchen

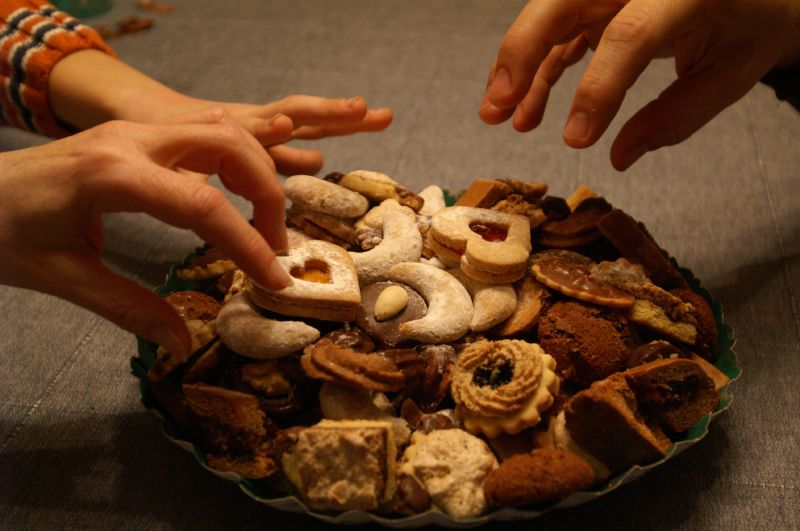
Plätzchen

Zu Weihnachten werden traditionell vor allem in den Familien Weihnachtsplätzchen (auch: Weihnachtskeks) gebacken. Die Herstellung der verschiedenen Plätzchenarten unterscheidet sich stark: Plätzchen, die aus ausgerolltem Mürbeteig gefertigt werden, lassen sich mit verschiedenen Ausstech-Formen anfertigen, Springerle und Spekulatius werden ausgemodelt. Andere Plätzchensorten werden von Hand geformt: gerollt und geformt, wie Vanillekipferl, Brezel-Formen, Ringe oder Bethmännchen, oder aus Teig gespritzt, wie Spritzgebäck. Häufig werden Plätzchen nach einer wichtigen Zutat benannt: Anisplätzchen, Zimtsterne, Kokosmakronen
In der Schweiz gibt es traditionell nebst regional unterschiedlichen Lebkuchen (Luzerner LK, Nidwaldner und Obwaldner LK, Berner Honig-LK, St. Galler Biberli u. a. m.), Mandelgebäck, Zimtsternen, Vanillegipfeli, Mailänderli, Spitzbuebe, Basler Brunsli, Baselbieter und Berner Rahmtäfeli, Brätzeli oder Sablés, noch Zürcher Tirggel (ältestes Weihnachtsgebäck der Schweiz, seit ca. 500 Jahren bekannt), Badener Anischräbeli (nach der Schweizer Stadt Baden), Basler Läckerli oder Berner Haselnussleckerli.
In Griechenland sind typische Plätzchen des Weihnachtsgebäcks die Kourabiedes und die Melomakarona.

## Lebkuchen

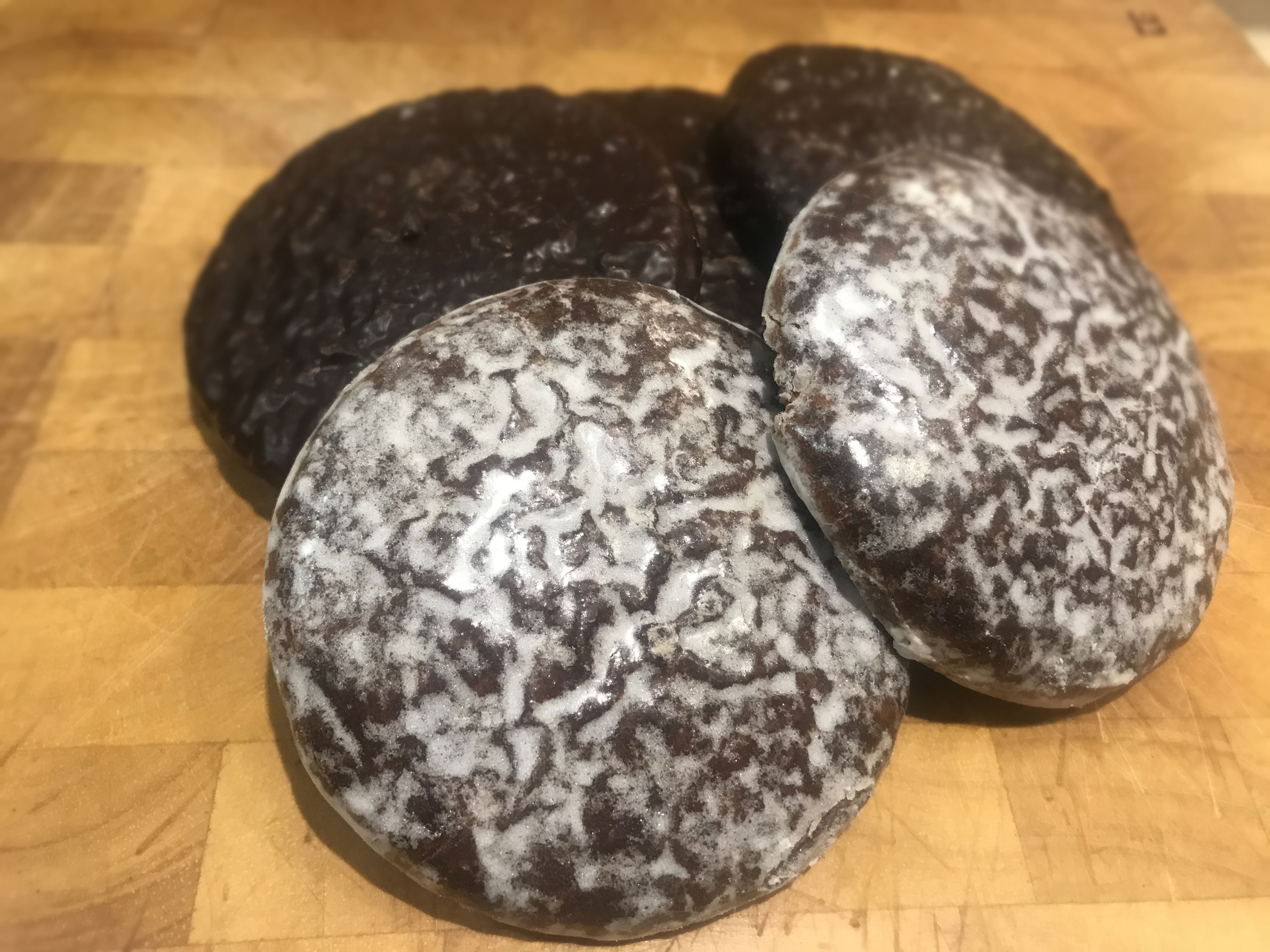
Nürnberger Lebkuchen

Lebkuchen, auch Pfefferkuchen, sind meist etwas größere Gebäckstücke aus gewürzhaltigem, dunklem Teig mit Zucker- oder Schokoladenguss, mit Mandeln und kandierten Früchten, einige Sorten werden auf Oblaten gebacken (viele Nürnberger Lebkuchen). Daraus kann ein Lebkuchenhäuschen gebastelt werden. In vielen Gegenden schätzt man Pfeffernüsse zur Vorweihnachtszeit.
In der polnischen Stadt Toruń (früher Thorn) sind die Thorner Kathrinchen bekannt.

## Christstollen

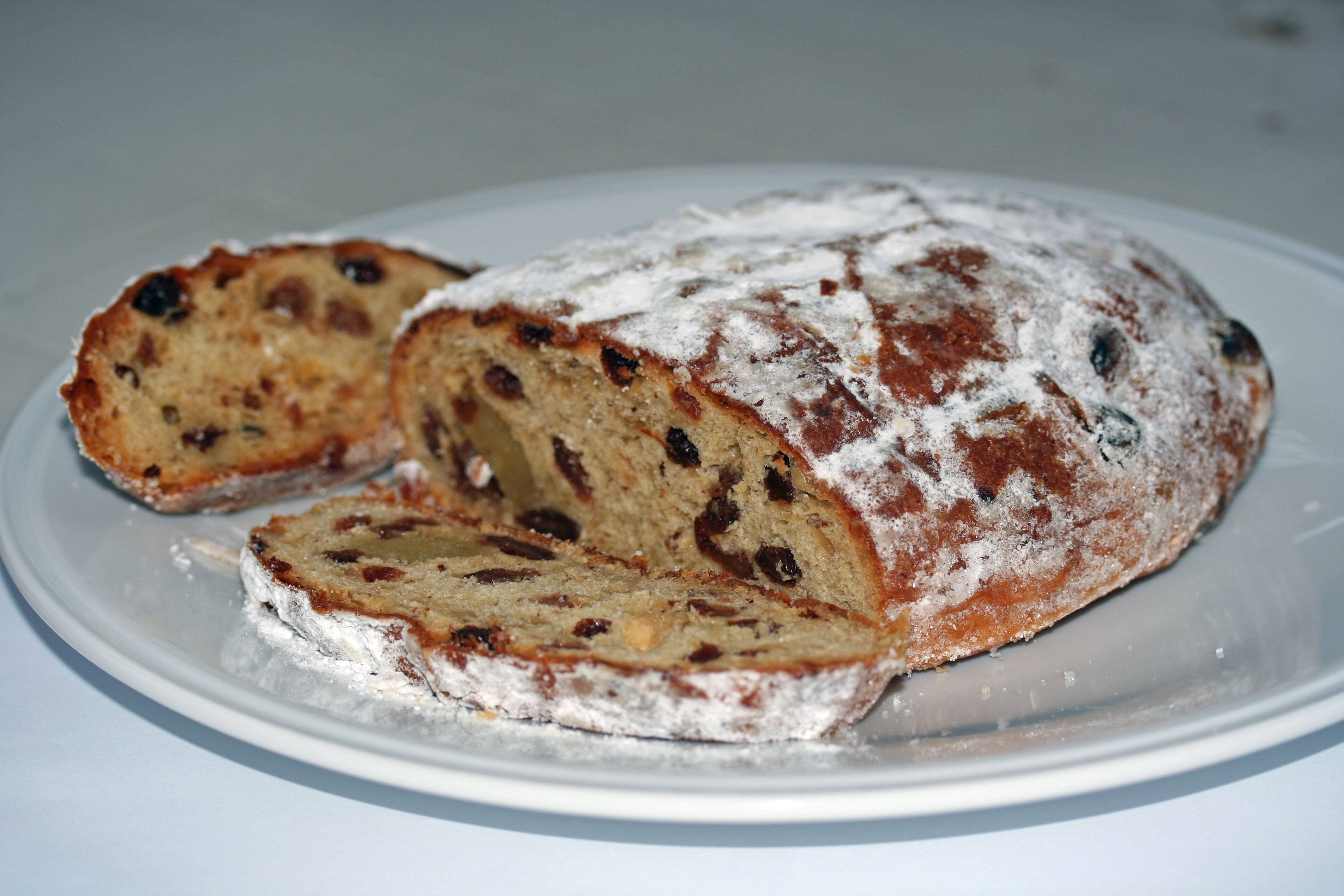
Stollen

Stollen und Klaben sind Gebäcke aus schwerem Hefeteig. Sie werden heute als Mandel-, Butter-, Marzipan-, Persipan-, Nuss- oder Quarkstollen angeboten. Der bekannteste Christstollen ist der so genannte Dresdner Stollen, der nach einem genau vorgegebenen Rezept gefertigt wird.

## Sonstige Weihnachtsgebäcke
Weitere Weihnachtsgebäcke sind beispielsweise Früchtebrot, Linzer Torte und der italienische Panettone. Einige Sorten von Weihnachtsgebäck haben sich als so beliebt erwiesen, dass sie inzwischen ganzjährig in Bäckereien angeboten werden. Dazu gehören Hildabrötchen und Zuckerkringel (Fondant).

## Weiterführende Literatur
- Ernst Helmut Segschneider: Weihnachtsgebäck in Nordwestdeutschland. Eine Untersuchung auf der Grundlage des Atlas der deutschen Volkskunde. In: Rheinisch-Westfälische Zeitschrift für Volkskunde. Band 25, 1979/1989, S. 104–146.